# The Cold
The Cold ist das zehnte Studioalbum der US-amerikanischen Thrash-Metal-Band Flotsam and Jetsam. Es erschien im September 2010 u. a. in den USA, 2011 in Deutschland. 

## Entstehung
Bereits im Sommer 2008 begann die Band mit den Aufnahmen zum Album. Die Aufnahmen mussten unterbrochen werden, da Produzent Ralph Patlan mit der Soloband von Korn-Gitarrist Brian Welch auf Tour ging. Die Band entschied sich, auf Patlan zu warten und konnte so erst Ende 2009 wieder am Album weiterarbeiten. Das Albumcover wurde von Travis Smith gestaltet. Nach den Aufnahmen zum Album verließ Gitarrist Mark Simpson trotz der guten Kritiken aus beruflichen Gründen die Band.
Die Extended Version erschien mit zwei Bonustiteln, die 2005 im Club Citta in Tokio aufgenommen wurden.

## Rezeption
Das Album erhielt sehr gute Kritiken. Das niederländische Magazin Aardschok kürte die Platte zum „Album des Jahres“ 2010. Im deutschen Rock Hard wurde die Platte von der Redaktion mit einer Durchschnittsnote von 8,0 zum „Album des Monats“ gewertet. Götz Kühnemund schrieb, das Album begeistere „am Stück“ und habe die „Vorschusslorbeeren“ aus den Niederlanden „völlig zu Recht kassiert“. Er hob etwa das Titelstück sowie die Halbballade Better Off Dead hervor und vergab neun von zehn Punkten.

## Titelliste
Alle Stücke wurden von Flotsam and Jetsam geschrieben.
1. Hypocrite – 4:06
2. Take – 4:19
3. The Cold – 7:19
4. Black Cloud – 4:41
5. Blackened Eyes Staring – 4:38
6. Better Off Dead – 5:43
7. Falling Short – 5:13
8. Always – 3:39
9. K.Y.A. – 5:26
10. Secret Life – 7:03

### Bonustitel der Extended Version
1. Hammerhead (Live)
2. No Place for Disgrace (Live)